# Hellhammer
Hellhammer fue una banda suiza de metal extremo formada en 1982. Son recordados como una de las bandas más influyentes del heavy metal, a pesar de su corta existencia.

## Miembros
- Tom Gabriel Fischer "Satanic Slaughter" - Guitarra, bajo y voces - (1982-1984)
- Steve "Savage Damage" Warrior - Bajo - (1982-1983)
- Peter Stratton - Batería - (1982)
- Bruce Day "Denial Fiend/Bloodhunter" - Batería - (1982-1984)
- Steve Priestley "Evoked Damnator" - Batería de sesión - (1983)
- Mike Owens "Grim Decapitator" - Bajo - (1983)
- Martin Eric Ain "Slayed Necros" - Bajo - (1983-1984)
- Vince Garetti "Dei Infernal" - Guitarra - (1984)

## Discografía
| - 1984: Apocalyptic Raids - 1990: Apocalyptic Raids 1990 A.D. - 2008: Demon Entrails | - 1983: Death Fiend - 1983: Triumph of Death - 1983: Satanic Rites - 1984: Death Metal |